# Манастир Јошаница
Манастир Јошаница припада епархији шумадијској Српске православне цркве, потиче из доба кнеза Лазара (14. век) и представља непокретно културно добро као споменик културе од великог значаја.

## Положај и прошлост
Смештен је у клисури истоимене речице у подножју планине Црни врх, у близини села Јошанички Прњавор, око 10 km од Јагодине. Манастирски храм посвећен је светом Николи.
Током свог постојања више пута је рушен и изнова обнављан. Његова историја може се пратити тек од XVII века. Османлије су га спалили крајем XVII века. Великим напорима јеромонаха Аксентија Теодоровића, свештеника Јована Поповића и кнезова Добросава и Бошка манастир је обновљен 1786. године. Како се манастир налазио у близини Цариградског друма У време Аустријско-турског рата, у Србији Кочине крајине, почетком 1788. капетан Коча Анђелковић, као један од вођа устанка, свој главни штаб је сместио у Јошаницу. На пролеће 1788. у јошаничкој клисури дошло је до окршаја између турске војске и устаника. Када се Коча повукао у дубину црновршког подгора, Турци су упали у манастир и запалили га. У противнападу Коча је успео да поврати манастир, али се касније истог лета, склонио из Србије, па су Турци Јошаницу још једном похарали и запалили. По завршетку рата, након Свиштовског мира 1791. године, почела је његова обнова. Обновитељи манастира, игуман Алексије и протопоп Јован Поповић, као и јошанички духовник Глигорије су учествовали у борбама Кочине крајине.
Манастир је поново страдао током Првог српског устанка. Током Другог српског устанка у Јошаници су се састали (1815) кнез Милош и Митрополит београдски Мелентије са великим везиром Марашли Али-пашом ради договора о миру. Због удела у ослободилачким ратовима, кнез Милош је овом манастиру 1832. године поклонио три звона.
Године 1851. манастир је обновљен и дограђена је припрата, а 1885, обновљени су манастирски конаци. У српско-турском рату 1876/77. године, у конацима је била болница.

## Манастирска црква
Манастирска црква је грађена у моравском стилу. Основа је једнобродна и издужена са главним кубетом. Мало кубе налази се изнад пронаоса. Засведена је полуобличастим сводом. Због дотрајалости припрата је срушена 1946. године.
У комплексу манастира посебно место припада породичној гробници кнеза Милоја Теодоровића, војводе левачког, који је предводио устанике јагодинског и беличког краја у оба српска устанка 1804—1815. Такође, у манастиру постоји и споменик српским ратницима из ратова 1912—1918, на коме су уклесани стихови Војислава Илића Млађег.
Манастир Јошаница је генерално обновљен од (1960—1970) у време игумана Христифора Обрадовића и епископа шумадијског Валеријана Стефановића.

## Галерија
- гроб Милоја Тодоровића